# Франђелини (Ријети)
Франђелини је насеље у Италији у округу Ријети, региону Лацио.
Према процени из 2011. у насељу је живело 14 становника. Насеље се налази на надморској висини од 49 м.